# Маурісіо Райт
Вілбер Маурісіо Райт Рейнольдс (ісп. Wílber Mauricio Wright Reynolds; нар. 20 грудня 1970, Сан-Хосе, Коста-Рика) — колишній костариканський футболіст, захисник, відомий за виступами за «Сапріссу» і збірну Коста-Рики. Учасник чемпіонату світу 2002 року в Японії та Південній Кореї. По завершенні ігрової кар'єри — футбольний тренер.

## Клубна кар'єра
Райт вихованець клубу «Сапрісса» зі свого рідного міста. У 1993 році він завоював Кубок чемпіонів КОНКАКАФ, а також допоміг клубу виграти чемпіонат Коста-Рики. У 1995 році Маурісіо повторив своє досягнення.
Влітку 1997 році він перейшов в гватемальський «Комунікасьйонес» і в 1998 та 1999 роках двічі став чемпіоном Гватемали.
У 1999 році він переїхав в США, де протягом трьох років виступав в MLS, за «Сан-Хосе Ерсквейкс» і «Нью-Інгленд Революшн».
У 2001 році Маурісіо повернувся на батьківщину, де недовго виступав за «Ередіано», після чого поїхав у Грецію. Новим клубом Райта став афінський «АЕК». Він допоміг клубу зайняти третє місце в чемпіонаті і поїхав у Китай у «Шеньян Цзіньде», але зігравши всього три матчі Маурісіо повернувся в Коста-Рику.
До 2007 року він виступав за свої колишні клуби «Ередіано» і «Сапріссу», в якому і завершив свою кар'єру.

## Міжнародна кар'єра
1 грудня 1995 року в товариському матчі проти збірної Белізу Райт дебютував за збірну Коста-Рики. Кубок Америки 1997 року став першим великим турніром для Маурісіо у складі національної команди.У 1998 році він взяв участь у Золотому кубку КОНКАКАФ. На турнірі він зіграв у матчах проти збірних США та Куби. У 2000 році Райт вдруге захищав кольори збірної на Золотому кубку КОНКАКАФ. Він взяв участь у поєдинках проти Канади і Тринідаду і Тобаго.
У 2002 році Маурісіо зіграв на чемпіонаті світу в Японії і Південній Кореї. Він взяв участь у поєдинках проти збірних Китаю, Туреччини і Бразилії. У поєдинку проти китайців він забив переможний гол.
У 2003 році Райт в третій раз взяв участь в Золотому кубку КОНКАКАФ. На турнірі він зіграв в поєдинках проти збірних Канади, Куби, Сальвадора, Мексики і США.
У 2004 році Маурісіо взяв участь у Кубку Америки в Перу. На турнірі він зіграв в поєдинках проти збірної Чилі, Парагваю, Колумбії і Бразилії. У поєдинку проти чилійців він відзначився забитим м'ячем.
У 2005 році він у четвертий раз зіграв на Золотому кубку КОНКАКАФ. На турнірі він зіграв у зустрічі проти Куби.

## Тренерська кар'єра
Після закінчення спортивної кар'єри Маурісіо Райт зайнявся тренерською діяльністю, очоливши «Брухас», який у сезоні 2009/10 привів до перемоги в коста-риканській Аппертурі. В подальшому очолював ряд коста-риканських команд, а також гватемальське «Депортіво Малакатеко».

## Досягнення

### Командні
Сапрісса
- Чемпіон Коста-Рики: 1993, 1995
- Володар Кубка чемпіонів КОНКАКАФ: 1993, 1995

 Комунікасьйонес
- Чемпіон Гватемали: 1998, 1999

### Збірні
- Переможець Кубка центральноамериканських націй: 1997